# Modrolotka mała
Modrolotka mała (Cyanoramphus malherbi) – gatunek ptaka z rodziny papug wschodnich (Psittaculidae). Występował głównie na nowozelandzkiej Wyspie Południowej, gdzie w większości wymarł; w ramach programu ochrony introdukowany na 4 pomniejsze nowozelandzkie wyspy. Krytycznie zagrożony wyginięciem. Zazwyczaj jest traktowany jako gatunek monotypowy, jednak niektórzy włączają do niego modrolotkę złotawą (C. (m.) hochstetteri) z Wysp Antypodów.

## Taksonomia
Po raz pierwszy gatunek opisał Charles de Souancé, ornitolog i ochmistrz służący we francuskiej marynarce wojennej, w 1857. Autor nadał nowemu gatunkowi nazwę Cyanoramphus malherbi. Epitetem gatunkowym upamiętnił Alfreda Malherbego, dzięki którego uprzejmości mógł przejrzeć zbiory i sporządzić notatki. Miejsca pozyskania holotypu (miejsca typowego) nie określono, a sam holotyp nie został wskazany. De Souancé wspomniał o dwóch okazach: jeden znajdował się w zbiorach Muzeum La Cour d’Or w Metzu, a drugi – w Muzeum Historii Naturalnej w Paryżu. Według współczesnych kryteriów są to dwa syntypy. Do Paryża miał według de Souancégo trafić ptak dużo młodszy. Późniejsze badanie tych dwóch syntypów lub ich udostępnionych zdjęć wskazuje, że okaz z Metzu również nie miał w pełni dorosłego upierzenia.
Obecnie (2021) Międzynarodowy Komitet Ornitologiczny (IOC) umieszcza modrolotkę małą w rodzaju Cyanoramphus pod tą samą nazwą, zachowując jej status jako gatunku. Podobnie poczynili autorzy HBW, Clements Checklist of Birds of the World (2019) i listy ptaków świata opracowywanej we współpracy BirdLife International z autorami HBW (5. wersja online: grudzień 2020), autorzy Kompletnej listy ptaków świata (2023) oraz listy wydawanej przez Ornithological Society of New Zealand. Nie zawsze uznawana jest za gatunek monotypowy; niektórzy jako podgatunek modrolotki małej wymieniają modrolotkę złotawą (C. (m.) hochstetteri). Między innymi IOC uznaje ją za osobny gatunek. Gdzie indziej uchodzi za podgatunek modrolotki czerwonoczelnej (C. novaezelandiae), na przykład w Handbook of Australian, New Zealand and Antarctic Birds, lub włączana jest do C. novaezelandiae erythrotis, jak w Vanished and Vanishing Parrots (2018). Inni znów sugerują podniesienie jej do rangi gatunku na podstawie wyników badań filogenetycznych.
Odrębność gatunkowa C. malherbi była długo przedmiotem sporów. Przyczyniło się do tego opisanie tego gatunku na podstawie dwóch okazów niewiadomego pochodzenia. Modrolotki zaczęto uznawać za odmianę barwną modrolotki żółtoczapkowej (C. auriceps). Jeszcze w drugiej połowie XIX wieku pojawiały się sugestie, że te reprezentują jednak osobny gatunek, podparte różnicami w wielkości dzioba, morfologii i kolorystyce upierzenia oraz rozmieszczeniu. Szczególnie kwestia rozmiarów dzioba zajmowała ornitologów jeszcze do początku XXI wieku.
Pozycje modrolotki małej na drzewach filogenetycznych obejmujących część rodzaju Cyanoramphus poszczególni autorzy przedstawili inaczej. U Boon et al. (2001) prezentuje się następująco:
|  | \| \| C. novaezelandiae \| \| \| \| \| \| C. malherbi \| \| \| \| |
|  |                                                                   |
|  | C. auriceps                                                       |
|  |                                                                   |
|  | C. novaezelandiae                                                 |
|  |                                                                   |
|  | C. malherbi                                                       |
|  |                                                                   |

|  | C. novaezelandiae |
|  |                   |
|  | C. malherbi       |
|  |                   |

|  | \| \| C. novaezelandiae \| \| \| \| \| \| C. malherbi \| \| \| \| |
|  |                                                                   |
|  | C. auriceps                                                       |
|  |                                                                   |
|  | C. novaezelandiae                                                 |
|  |                                                                   |
|  | C. malherbi                                                       |
|  |                                                                   |

|  | C. novaezelandiae |
|  |                   |
|  | C. malherbi       |
|  |                   |

|  | \| \| C. novaezelandiae \| \| \| \| \| \| C. malherbi \| \| \| \| |
|  |                                                                   |
|  | C. auriceps                                                       |
|  |                                                                   |
|  | C. novaezelandiae                                                 |
|  |                                                                   |
|  | C. malherbi                                                       |
|  |                                                                   |

|  | C. novaezelandiae |
|  |                   |
|  | C. malherbi       |
|  |                   |

|  | \| \| C. novaezelandiae \| \| \| \| \| \| C. malherbi \| \| \| \| |
|  |                                                                   |
|  | C. auriceps                                                       |
|  |                                                                   |
|  | C. novaezelandiae                                                 |
|  |                                                                   |
|  | C. malherbi                                                       |
|  |                                                                   |

|  | C. novaezelandiae |
|  |                   |
|  | C. malherbi       |
|  |                   |

Według wyników Jetz et al. (2012) najbliższa jej jest modrolotka zielona (C. unicolor), z którą tworzy parę gatunków siostrzanych:
|  | \| \| C. unicolor \| \| \| \| \| \| C. malherbi \| \| \| \| |
|  |                                                             |
|  | C. novaezelandiae                                           |
|  |                                                             |
|  | C. unicolor                                                 |
|  |                                                             |
|  | C. malherbi                                                 |
|  |                                                             |

|  | C. unicolor |
|  |             |
|  | C. malherbi |
|  |             |

|  | \| \| C. unicolor \| \| \| \| \| \| C. malherbi \| \| \| \| |
|  |                                                             |
|  | C. novaezelandiae                                           |
|  |                                                             |
|  | C. unicolor                                                 |
|  |                                                             |
|  | C. malherbi                                                 |
|  |                                                             |

|  | C. unicolor |
|  |             |
|  | C. malherbi |
|  |             |

|  | \| \| C. unicolor \| \| \| \| \| \| C. malherbi \| \| \| \| |
|  |                                                             |
|  | C. novaezelandiae                                           |
|  |                                                             |
|  | C. unicolor                                                 |
|  |                                                             |
|  | C. malherbi                                                 |
|  |                                                             |

|  | C. unicolor |
|  |             |
|  | C. malherbi |
|  |             |

|  | \| \| C. unicolor \| \| \| \| \| \| C. malherbi \| \| \| \| |
|  |                                                             |
|  | C. novaezelandiae                                           |
|  |                                                             |
|  | C. unicolor                                                 |
|  |                                                             |
|  | C. malherbi                                                 |
|  |                                                             |

|  | C. unicolor |
|  |             |
|  | C. malherbi |
|  |             |

Z kolei według wyników Rawlence et al.  (2015) taksonem siostrzanym wobec C. malherbi jest modrolotka złotawa (C. (m.) hochstetteri), a razem stanowią grupę siostrzaną wobec modrolotki czerwonoczelnej (C. novaezelandiae), razem z którą są grupą siostrzaną względem modrolotki żółtoczapkowej (C. auriceps).
|  | \| \| C. (m.) hochstetteri \| \| \| \| \| \| C. malherbi \| \| \| \| |
|  |                                                                      |
|  | C. novaezelandiae I i II                                             |
|  |                                                                      |
|  | C. (m.) hochstetteri                                                 |
|  |                                                                      |
|  | C. malherbi                                                          |
|  |                                                                      |

|  | C. (m.) hochstetteri |
|  |                      |
|  | C. malherbi          |
|  |                      |

|  | \| \| C. (m.) hochstetteri \| \| \| \| \| \| C. malherbi \| \| \| \| |
|  |                                                                      |
|  | C. novaezelandiae I i II                                             |
|  |                                                                      |
|  | C. (m.) hochstetteri                                                 |
|  |                                                                      |
|  | C. malherbi                                                          |
|  |                                                                      |

|  | C. (m.) hochstetteri |
|  |                      |
|  | C. malherbi          |
|  |                      |

|  | \| \| C. (m.) hochstetteri \| \| \| \| \| \| C. malherbi \| \| \| \| |
|  |                                                                      |
|  | C. novaezelandiae I i II                                             |
|  |                                                                      |
|  | C. (m.) hochstetteri                                                 |
|  |                                                                      |
|  | C. malherbi                                                          |
|  |                                                                      |

|  | C. (m.) hochstetteri |
|  |                      |
|  | C. malherbi          |
|  |                      |

|  | \| \| C. (m.) hochstetteri \| \| \| \| \| \| C. malherbi \| \| \| \| |
|  |                                                                      |
|  | C. novaezelandiae I i II                                             |
|  |                                                                      |
|  | C. (m.) hochstetteri                                                 |
|  |                                                                      |
|  | C. malherbi                                                          |
|  |                                                                      |

|  | C. (m.) hochstetteri |
|  |                      |
|  | C. malherbi          |
|  |                      |

|  | \| \| C. (m.) hochstetteri \| \| \| \| \| \| C. malherbi \| \| \| \| |
|  |                                                                      |
|  | C. novaezelandiae I i II                                             |
|  |                                                                      |
|  | C. (m.) hochstetteri                                                 |
|  |                                                                      |
|  | C. malherbi                                                          |
|  |                                                                      |

|  | C. (m.) hochstetteri |
|  |                      |
|  | C. malherbi          |
|  |                      |

|  | \| \| C. (m.) hochstetteri \| \| \| \| \| \| C. malherbi \| \| \| \| |
|  |                                                                      |
|  | C. novaezelandiae I i II                                             |
|  |                                                                      |
|  | C. (m.) hochstetteri                                                 |
|  |                                                                      |
|  | C. malherbi                                                          |
|  |                                                                      |

|  | C. (m.) hochstetteri |
|  |                      |
|  | C. malherbi          |
|  |                      |

|  | \| \| C. (m.) hochstetteri \| \| \| \| \| \| C. malherbi \| \| \| \| |
|  |                                                                      |
|  | C. novaezelandiae I i II                                             |
|  |                                                                      |
|  | C. (m.) hochstetteri                                                 |
|  |                                                                      |
|  | C. malherbi                                                          |
|  |                                                                      |

|  | C. (m.) hochstetteri |
|  |                      |
|  | C. malherbi          |
|  |                      |

|  | \| \| C. (m.) hochstetteri \| \| \| \| \| \| C. malherbi \| \| \| \| |
|  |                                                                      |
|  | C. novaezelandiae I i II                                             |
|  |                                                                      |
|  | C. (m.) hochstetteri                                                 |
|  |                                                                      |
|  | C. malherbi                                                          |
|  |                                                                      |

|  | C. (m.) hochstetteri |
|  |                      |
|  | C. malherbi          |
|  |                      |

|  | \| \| C. (m.) hochstetteri \| \| \| \| \| \| C. malherbi \| \| \| \| |
|  |                                                                      |
|  | C. novaezelandiae I i II                                             |
|  |                                                                      |
|  | C. (m.) hochstetteri                                                 |
|  |                                                                      |
|  | C. malherbi                                                          |
|  |                                                                      |

|  | C. (m.) hochstetteri |
|  |                      |
|  | C. malherbi          |
|  |                      |

|  | \| \| C. (m.) hochstetteri \| \| \| \| \| \| C. malherbi \| \| \| \| |
|  |                                                                      |
|  | C. novaezelandiae I i II                                             |
|  |                                                                      |
|  | C. (m.) hochstetteri                                                 |
|  |                                                                      |
|  | C. malherbi                                                          |
|  |                                                                      |

|  | C. (m.) hochstetteri |
|  |                      |
|  | C. malherbi          |
|  |                      |

|  | \| \| C. (m.) hochstetteri \| \| \| \| \| \| C. malherbi \| \| \| \| |
|  |                                                                      |
|  | C. novaezelandiae I i II                                             |
|  |                                                                      |
|  | C. (m.) hochstetteri                                                 |
|  |                                                                      |
|  | C. malherbi                                                          |
|  |                                                                      |

|  | C. (m.) hochstetteri |
|  |                      |
|  | C. malherbi          |
|  |                      |

|  | \| \| C. (m.) hochstetteri \| \| \| \| \| \| C. malherbi \| \| \| \| |
|  |                                                                      |
|  | C. novaezelandiae I i II                                             |
|  |                                                                      |
|  | C. (m.) hochstetteri                                                 |
|  |                                                                      |
|  | C. malherbi                                                          |
|  |                                                                      |

|  | C. (m.) hochstetteri |
|  |                      |
|  | C. malherbi          |
|  |                      |

|  | \| \| C. (m.) hochstetteri \| \| \| \| \| \| C. malherbi \| \| \| \| |
|  |                                                                      |
|  | C. novaezelandiae I i II                                             |
|  |                                                                      |
|  | C. (m.) hochstetteri                                                 |
|  |                                                                      |
|  | C. malherbi                                                          |
|  |                                                                      |

|  | C. (m.) hochstetteri |
|  |                      |
|  | C. malherbi          |
|  |                      |

|  | \| \| C. (m.) hochstetteri \| \| \| \| \| \| C. malherbi \| \| \| \| |
|  |                                                                      |
|  | C. novaezelandiae I i II                                             |
|  |                                                                      |
|  | C. (m.) hochstetteri                                                 |
|  |                                                                      |
|  | C. malherbi                                                          |
|  |                                                                      |

|  | C. (m.) hochstetteri |
|  |                      |
|  | C. malherbi          |
|  |                      |

|  | \| \| C. (m.) hochstetteri \| \| \| \| \| \| C. malherbi \| \| \| \| |
|  |                                                                      |
|  | C. novaezelandiae I i II                                             |
|  |                                                                      |
|  | C. (m.) hochstetteri                                                 |
|  |                                                                      |
|  | C. malherbi                                                          |
|  |                                                                      |

|  | C. (m.) hochstetteri |
|  |                      |
|  | C. malherbi          |
|  |                      |

|  | \| \| C. (m.) hochstetteri \| \| \| \| \| \| C. malherbi \| \| \| \| |
|  |                                                                      |
|  | C. novaezelandiae I i II                                             |
|  |                                                                      |
|  | C. (m.) hochstetteri                                                 |
|  |                                                                      |
|  | C. malherbi                                                          |
|  |                                                                      |

|  | C. (m.) hochstetteri |
|  |                      |
|  | C. malherbi          |
|  |                      |

|  | \| \| C. (m.) hochstetteri \| \| \| \| \| \| C. malherbi \| \| \| \| |
|  |                                                                      |
|  | C. novaezelandiae I i II                                             |
|  |                                                                      |
|  | C. (m.) hochstetteri                                                 |
|  |                                                                      |
|  | C. malherbi                                                          |
|  |                                                                      |

|  | C. (m.) hochstetteri |
|  |                      |
|  | C. malherbi          |
|  |                      |

|  | \| \| C. (m.) hochstetteri \| \| \| \| \| \| C. malherbi \| \| \| \| |
|  |                                                                      |
|  | C. novaezelandiae I i II                                             |
|  |                                                                      |
|  | C. (m.) hochstetteri                                                 |
|  |                                                                      |
|  | C. malherbi                                                          |
|  |                                                                      |

|  | C. (m.) hochstetteri |
|  |                      |
|  | C. malherbi          |
|  |                      |

|  | \| \| C. (m.) hochstetteri \| \| \| \| \| \| C. malherbi \| \| \| \| |
|  |                                                                      |
|  | C. novaezelandiae I i II                                             |
|  |                                                                      |
|  | C. (m.) hochstetteri                                                 |
|  |                                                                      |
|  | C. malherbi                                                          |
|  |                                                                      |

|  | C. (m.) hochstetteri |
|  |                      |
|  | C. malherbi          |
|  |                      |

|  | \| \| C. (m.) hochstetteri \| \| \| \| \| \| C. malherbi \| \| \| \| |
|  |                                                                      |
|  | C. novaezelandiae I i II                                             |
|  |                                                                      |
|  | C. (m.) hochstetteri                                                 |
|  |                                                                      |
|  | C. malherbi                                                          |
|  |                                                                      |

|  | C. (m.) hochstetteri |
|  |                      |
|  | C. malherbi          |
|  |                      |

|  | \| \| C. (m.) hochstetteri \| \| \| \| \| \| C. malherbi \| \| \| \| |
|  |                                                                      |
|  | C. novaezelandiae I i II                                             |
|  |                                                                      |
|  | C. (m.) hochstetteri                                                 |
|  |                                                                      |
|  | C. malherbi                                                          |
|  |                                                                      |

|  | C. (m.) hochstetteri |
|  |                      |
|  | C. malherbi          |
|  |                      |

|  | \| \| C. (m.) hochstetteri \| \| \| \| \| \| C. malherbi \| \| \| \| |
|  |                                                                      |
|  | C. novaezelandiae I i II                                             |
|  |                                                                      |
|  | C. (m.) hochstetteri                                                 |
|  |                                                                      |
|  | C. malherbi                                                          |
|  |                                                                      |

|  | C. (m.) hochstetteri |
|  |                      |
|  | C. malherbi          |
|  |                      |

|  | \| \| C. (m.) hochstetteri \| \| \| \| \| \| C. malherbi \| \| \| \| |
|  |                                                                      |
|  | C. novaezelandiae I i II                                             |
|  |                                                                      |
|  | C. (m.) hochstetteri                                                 |
|  |                                                                      |
|  | C. malherbi                                                          |
|  |                                                                      |

|  | C. (m.) hochstetteri |
|  |                      |
|  | C. malherbi          |
|  |                      |

|  | \| \| C. (m.) hochstetteri \| \| \| \| \| \| C. malherbi \| \| \| \| |
|  |                                                                      |
|  | C. novaezelandiae I i II                                             |
|  |                                                                      |
|  | C. (m.) hochstetteri                                                 |
|  |                                                                      |
|  | C. malherbi                                                          |
|  |                                                                      |

|  | C. (m.) hochstetteri |
|  |                      |
|  | C. malherbi          |
|  |                      |

|  | \| \| C. (m.) hochstetteri \| \| \| \| \| \| C. malherbi \| \| \| \| |
|  |                                                                      |
|  | C. novaezelandiae I i II                                             |
|  |                                                                      |
|  | C. (m.) hochstetteri                                                 |
|  |                                                                      |
|  | C. malherbi                                                          |
|  |                                                                      |

|  | C. (m.) hochstetteri |
|  |                      |
|  | C. malherbi          |
|  |                      |

|  | \| \| C. (m.) hochstetteri \| \| \| \| \| \| C. malherbi \| \| \| \| |
|  |                                                                      |
|  | C. novaezelandiae I i II                                             |
|  |                                                                      |
|  | C. (m.) hochstetteri                                                 |
|  |                                                                      |
|  | C. malherbi                                                          |
|  |                                                                      |

|  | C. (m.) hochstetteri |
|  |                      |
|  | C. malherbi          |
|  |                      |

|  | \| \| C. (m.) hochstetteri \| \| \| \| \| \| C. malherbi \| \| \| \| |
|  |                                                                      |
|  | C. novaezelandiae I i II                                             |
|  |                                                                      |
|  | C. (m.) hochstetteri                                                 |
|  |                                                                      |
|  | C. malherbi                                                          |
|  |                                                                      |

|  | C. (m.) hochstetteri |
|  |                      |
|  | C. malherbi          |
|  |                      |

|  | \| \| C. (m.) hochstetteri \| \| \| \| \| \| C. malherbi \| \| \| \| |
|  |                                                                      |
|  | C. novaezelandiae I i II                                             |
|  |                                                                      |
|  | C. (m.) hochstetteri                                                 |
|  |                                                                      |
|  | C. malherbi                                                          |
|  |                                                                      |

|  | C. (m.) hochstetteri |
|  |                      |
|  | C. malherbi          |
|  |                      |

|  | \| \| C. (m.) hochstetteri \| \| \| \| \| \| C. malherbi \| \| \| \| |
|  |                                                                      |
|  | C. novaezelandiae I i II                                             |
|  |                                                                      |
|  | C. (m.) hochstetteri                                                 |
|  |                                                                      |
|  | C. malherbi                                                          |
|  |                                                                      |

|  | C. (m.) hochstetteri |
|  |                      |
|  | C. malherbi          |
|  |                      |

|  | \| \| C. (m.) hochstetteri \| \| \| \| \| \| C. malherbi \| \| \| \| |
|  |                                                                      |
|  | C. novaezelandiae I i II                                             |
|  |                                                                      |
|  | C. (m.) hochstetteri                                                 |
|  |                                                                      |
|  | C. malherbi                                                          |
|  |                                                                      |

|  | C. (m.) hochstetteri |
|  |                      |
|  | C. malherbi          |
|  |                      |

|  | \| \| C. (m.) hochstetteri \| \| \| \| \| \| C. malherbi \| \| \| \| |
|  |                                                                      |
|  | C. novaezelandiae I i II                                             |
|  |                                                                      |
|  | C. (m.) hochstetteri                                                 |
|  |                                                                      |
|  | C. malherbi                                                          |
|  |                                                                      |

|  | C. (m.) hochstetteri |
|  |                      |
|  | C. malherbi          |
|  |                      |

|  | \| \| C. (m.) hochstetteri \| \| \| \| \| \| C. malherbi \| \| \| \| |
|  |                                                                      |
|  | C. novaezelandiae I i II                                             |
|  |                                                                      |
|  | C. (m.) hochstetteri                                                 |
|  |                                                                      |
|  | C. malherbi                                                          |
|  |                                                                      |

|  | C. (m.) hochstetteri |
|  |                      |
|  | C. malherbi          |
|  |                      |

## Morfologia

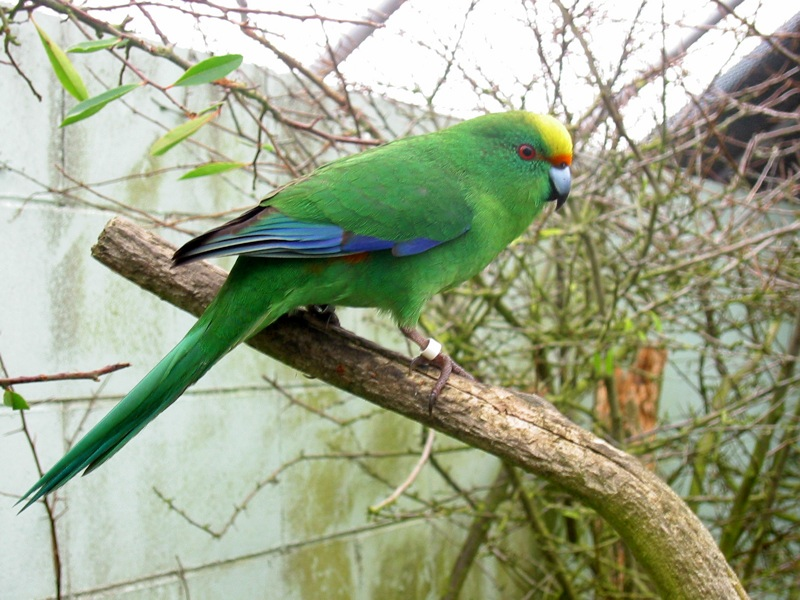
Modrolotka mała (Cyanoramphus malherbi malherbi) w ostoi dzikiej przyrody Isaac Peacock Springs

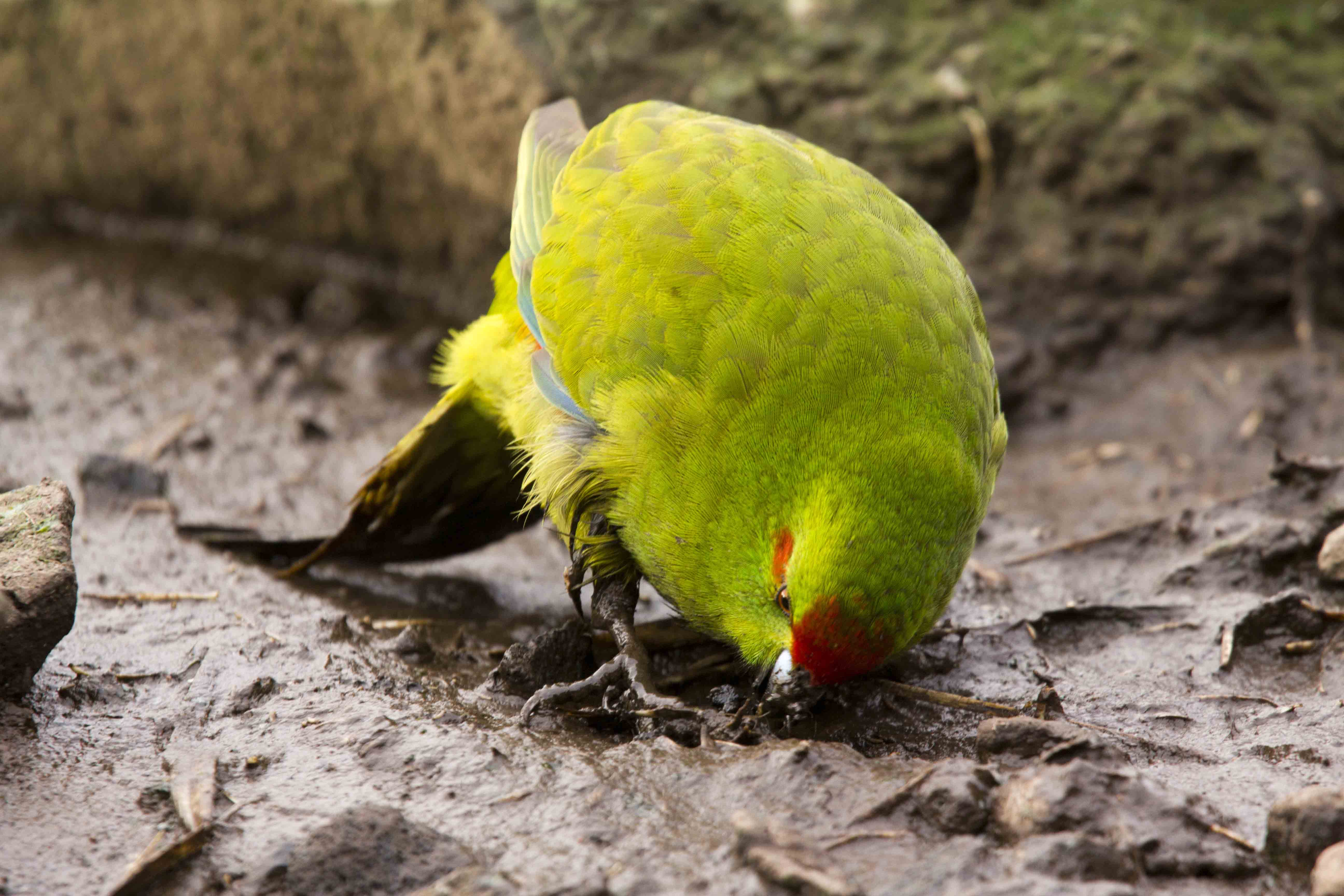
Modrolotka złotawa (Cyanoramphus malherbi hochstetteri)

Długość ciała wynosi około 20 cm; masa ciała samców – 40–52 g, samic – 30–41 g. U samców dziób jest znacząco dłuższy i szerszy. Upierzenie w większości zielone, jedynie nieco jaśniejsze na spodzie ciała. Na czole znajduje się pomarańczowy pasek, jaśniejący ku krawędziom. Ciemię jasnożółte. Po bokach kupra obecne pomarańczowe plamy. Wraz z pomarańczowym paskiem na czole są jedynymi cechami pozwalającymi na pewną identyfikację gatunku i odróżnienie od modrolotek żółtoczapkowych. Dostrzeżenie ich wymaga jednak dogodnych warunków do obserwacji. Zewnętrzne krawędzie lotek I rzędu niebieskofioletowe. Dziób jasny, niebieskoszary, szarzejący i ciemniejący ku końcowi. Tęczówki pomarańczowoczerwone. Nogi brązowe.
Wymiary szczegółowe przedstawia poniższa tabela. W nawiasie znajduje się średnia. Przy niewielkiej liczbie wymiarów zostały one wypisane.
|        | Dł. skrzydła    | n | Dł. ogona       | n | Dł. dzioba       | n | Dł. skoku        | n | Źródło         |
| ------ | --------------- | - | --------------- | - | ---------------- | - | ---------------- | - | -------------- |
| samce  | 106–114 (110,0) | 4 | 116–128 (121,2) | 4 | 12,9–14,4 (13,8) | 4 | 18,8; 18,9; 19,3 | 3 | HANZAB         |
| samce  | 95–114 (105,7)  | 7 | 101–119 (111,1) | 7 | 11–15 (13,3)     | 7 | 18–19 (18,4)     | 7 | Forshaw (2018) |
| samice | 101; 107; 110   | 3 | 110; 115        | 2 | 11,0; 13;1; 13;2 | 3 | 17,3;19,4        | 2 | HANZAB         |
| samice | 91–110 (102,4)  | 9 | 107–119 (111,0) | 9 | 11–13 (11,7)     | 9 | 17–20 (18,3)     | 9 | Forshaw (2018) |

## Zasięg występowania
Obszar występowania modrolotek małych znacznie się zmniejszył w czasach współczesnych. Prawdopodobnie w okresie po dotarciu Europejczyków na wyspy nigdzie nie były szczególnie liczne. W latach 20. XXI wieku od co najmniej trzech dekad ich zasięg występowania obejmował jedynie trzy doliny rzeczne na Wyspie Południowej porośnięte lasami z przewagą bukanów (Nothofagus). Dwie znajdują się w Arthur’s Pass National Park – Hawdon i Poulter, trzecia – w Lake Sumner Forest Park i przepływa przez nią Hurunui River South Branch, dopływ Hurunui. Wymienione tereny leżą w południowym regionie Nelson i północno-zachodnim Canterbury.
Dawniej modrolotki małe w północnej części Wyspy Południowej zamieszkiwały obszar od północnego regionu Nelson (okolice miast Takaka i Nelson) przy Zatoce Tasmana i Golden Bay do północno-zachodniego i zachodniego Canterbury oraz na południe po Arthur's Pass. Rzadko pojawiały się na wschodnim wybrzeżu. W południowej części wyspy występowały od Wyspy Stewart do Fiordland. Odnotowywane były i na Wyspie Północnej, gdzie charakter ich pojawów jest jednak niejasny. Dwa okazy z wyspy Taranga (Hen and Chicken Islands) trafiły do Muzeum Historii Naturalnej w Wiedniu, wiadomo też o niepotwierdzonych obserwacjach na Taranga. Jeden miał być pozyskany na Little Barrier Island, lecz niepewne są zarówno jego dalsze losy, jak i wiarygodność tego przekazu w ogóle. W zbiorach Muzeum Narodowego Nowej Zelandii Te Papa Tongarewa znajduje się okaz z Wyspy Północnej bez dokładniejszej lokalizacji.
W 2005 rozpoczęto przemieszczanie części populacji na wyspy. Do 2016 wypuszczono po kilkadziesiąt osobników (szczegóły omówiono w sekcji „Status i zagrożenia”) na Maud Island i Blumine Island w Marlborough Sounds, na Wyspie Chalky w Fiordland National Park oraz Mayor Island w Zatoce Obfitości. Dwie pierwsze wyspy znajdują się na południowym krańcu Wyspy Południowej, kolejna – na południowo-zachodnim krańcu Wyspy Południowej, ostatnia – w północnej części Wyspy Północnej.
Modrolotki złotawe występują na Wyspach Antypodów. Poza nimi jednymi przedstawicielami Cyanoramphus na tych wyspach są modrolotki zielone (C. unicolor).

## Ekologia i zachowanie

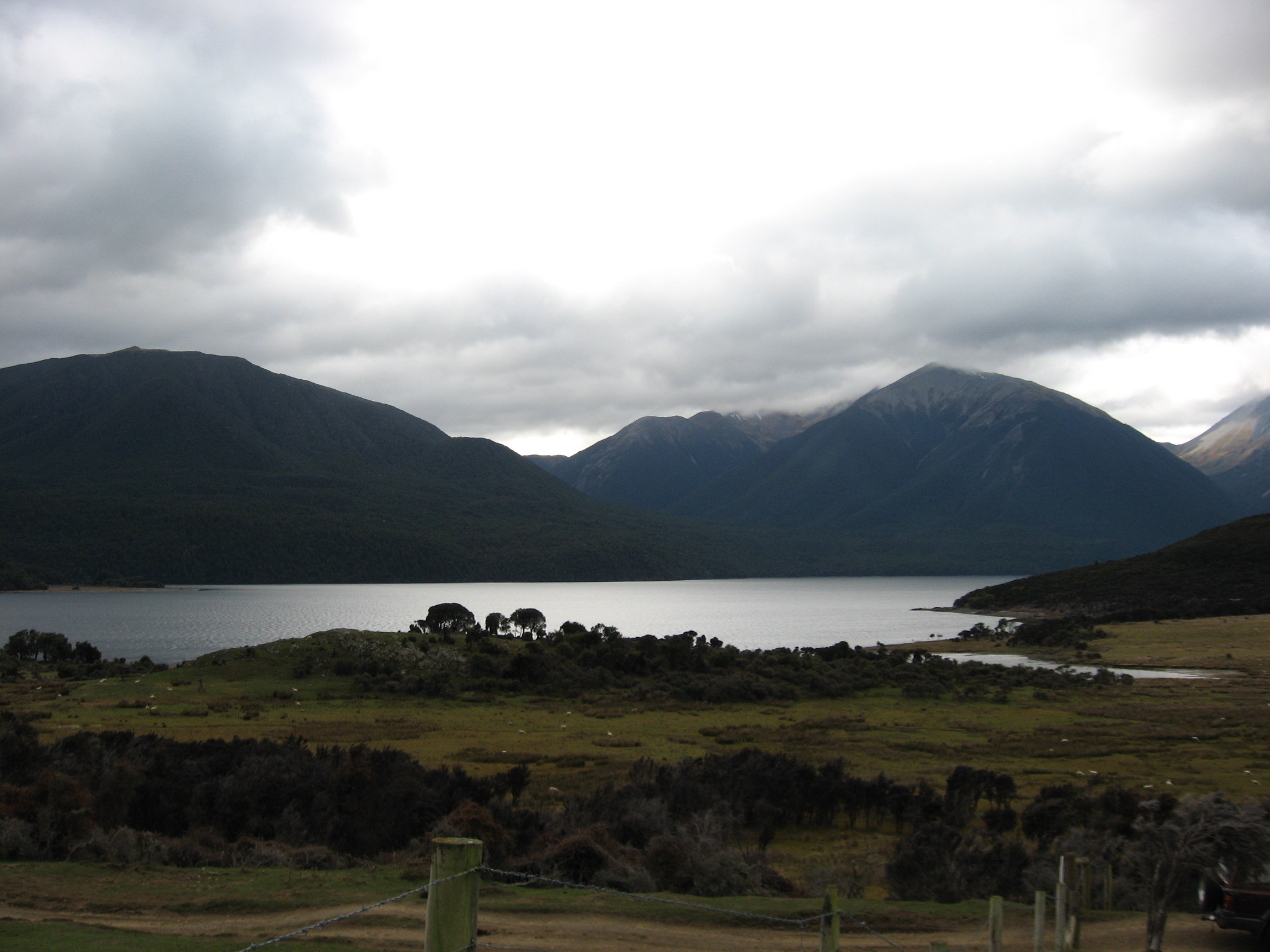
Jezioro Sumner, w okolicy którego na wysokości 600–900 m n.p.m. występują modrolotki małe

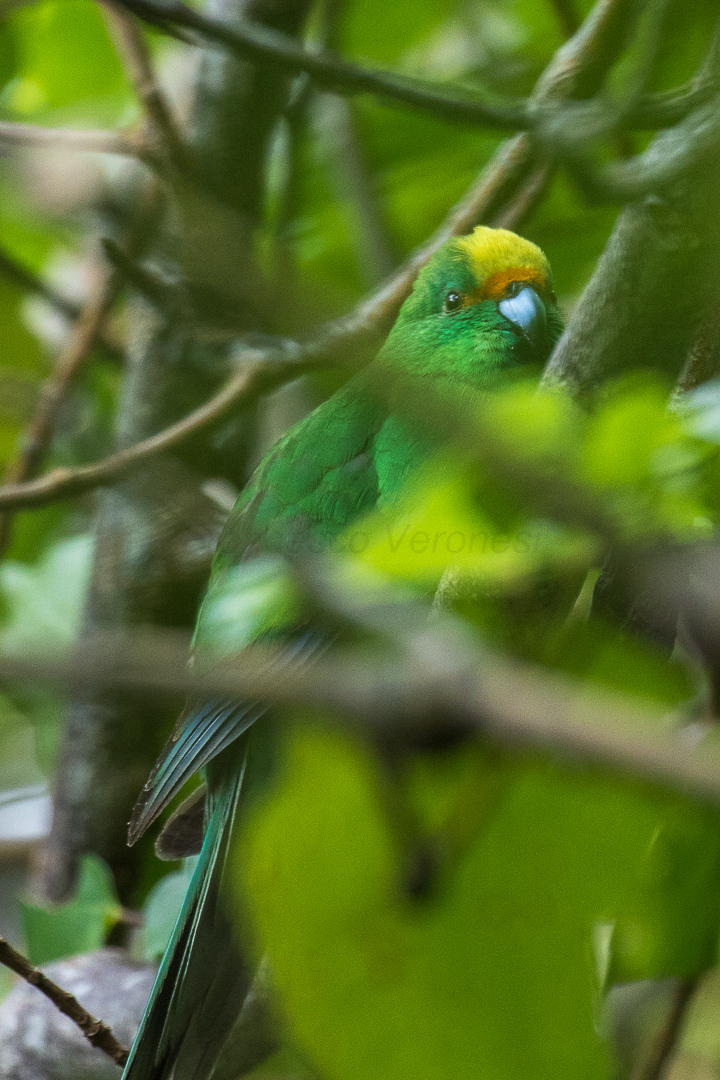
Zwykle modrolotki małe żerują w koronach drzew. Wykorzystują jednak wszystkie piętra lasu oraz przepływające przez niego strumienie

Współcześnie utrzymująca się na wolności populacja występuje w lasach bukanowych, szczególnie z przewagą N. fusca. Często są to obszary przylegające do lasów zdominowanych przez bukany Solandera (N. solandri). Modrolotki małe odnotowywane są głównie poniżej 900 m n.p.m. Dawniej również były silnie związane z lasami bukanowymi, stąd nie ma stwierdzeń z regionu West Coast, gdzie takowe nie rosną. Historyczne doniesienia pochodzą jeszcze z gęstych subalpejskich zarośli aż po okolice poziomu morza; modrolotki małe nie zamieszkiwały jednak typowo górskich terenów. W okolicy jeziora Sumner obserwowano je wyłącznie w przedziale wysokości 600–900 m n.p.m. i być może chętniej wybierają tam do gniazdowania miejsca na obrzeżach lasów zdominowanych przez bukany Solandera. Ponieważ wykorzystują dziuple jako miejsca na gniazdo, to preferują obszary z dojrzałymi drzewami, które skupione są dole zboczy lub na dnie dolin. Podejmowanie prób gniazdowania jest powiązane z produkcją orzechów przez bukany, zwłaszcza N. fusca, i w okresach zwiększonej ich dostępności lęgi odbywają się co sezon, a liczebność modrolotek małych może wzrastać. Zasobność tych środowisk, przynajmniej w dolinie Hurunui River South Branch, w drugiej dekadzie XXI wieku nadal pozwalała na utrzymanie stosunkowo licznej populacji modrolotek małych. Wymaga to jednak odpowiednio intensywnych działań ochronnych mających na celu wytępienie obcych dla Nowej Zelandii drapieżnych ssaków.
Co najmniej do końca lat 90. XX wieku zwyczaje modrolotek małych związane z żerowaniem oraz odpoczynkiem pozostały w większości nieznane i nie opublikowano badań im poświęconych. Zwykle żerują w koronach drzew, chociaż schodzą też w niską roślinność albo na podłoże. Chętnie odwiedzają gęste zarośla w roślinności wtórnej, szczególnie młode osobniki. Wykorzystują roślinność na wszystkich piętrach lasu, a do tego strumienie, z których piją i w których się kąpią. Przebywają w parach lub niewielkich grupach, z których największe składają się z kilkunastu osobników. Częściej jednak dołączają do modrolotek żółtoczapkowych. W dolinie Hurunui River South Branch często pojawiają się w ich towarzystwie, ale i z innymi ptakami, jak maorysek rdzawogłowy (Finschia novaeseelandiae), wachlarzówka posępna (Rhipidura fuliginosa), szlarnik rdzawoboczny (Zosterops lateralis) i maorysek żółtogłowy (Mohoua ochrocephala). Jeśli w danej grupie znajdą się modrolotki żółtoczapkowe, to przewodzą jej. Modrolotki małe preferują te, w których przewodzą maoryski żółtogłowe, i mając wybór opuszczają inne grupy na rzecz tych prowadzonych przez maoryski. Porównanie występowania modrolotek obydwu gatunków w dolinie Hurunui River South Branch wskazuje, że chociaż obydwie tam występują, to tereny największego i najmniejszego zagęszczenia każdej z nich nie nachodzą się.
Pożywieniem modrolotek małych są nasiona, owoce, kwiaty i pąki kwiatowe, liście wraz z pąkami liściowymi oraz bezkręgowce. Do końca lat 90. XX wieku nie przeprowadzono szczegółowych badań dotyczących składu pokarmu lub zachowania podczas żerowania. Bezkręgowce nie były identyfikowane poza czerwcami (Coccoidea). Z materii roślinnej zidentyfikowano nasiona kokietników Phyllocladus alpinus, kwiaty, pąki liściowe i nasiona bukanów Nothofagus fusca, kwiaty i pąki liściowe bukanów Menziesa (N. menziesii) oraz pąki liściowe, kwiaty i nasiona bukanu Solandera (N . solandri var. solandri). Pierwsze szczegóły dotyczące składu i różnorodności pobieranego przez dzikie ptaki pokarmu opublikowano w 2009. Co prawda były to dzikie osobniki, jednak z introdukowanej w ramach programu ochrony populacji modrolotek małych z Maud Island. Odnotowano liście i kwiaty pochodzące od roślin 14 gatunków. Spośród wszystkich kęsów pokarmu 96% stanowiła materia roślinna, a 4% – zwierzęca. Głównym składnikiem diety tamtejszych modrolotek małych były owoce i liście Melicytus ramiflorus (maor.: māhoe). W przeciwieństwie do licznych poprzednich doniesień o ich znaczeniu bezkręgowce stanowiły jedynie niewielką część zidentyfikowanych kęsów.

## Lęgi
Do końca lat 90. XX wieku o rozrodzie modrolotek małych na wolności nie było wiadomo niemal nic i przypuszczano, że ekologia rozrodu modrolotek małych i żółtoczapkowych jest podobna. Dwa czynne gniazda odnaleziono w październiku (jedno zajmowała mieszana para). Według współczesnej wiedzy modrolotki małe mogą gniazdować o dowolnej porze roku, jednak główny okres lęgowy trwa od grudnia do kwietnia, natomiast największe nasilenie inkubacji przypada na styczeń. Wiadomo, że modrolotki małe gniazdują zazwyczaj w dziuplach, szczególnie w bukanach. Znajdowano dziuple położone na wysokości od 2,5 do 26 m nad podłożem. Wykorzystują zarówno żywe, jak i obumarłe drzewa; znajduje się w nich odpowiednio około 80% i 20% gniazd. Jedno zniesienie zawierało 3 jaja. Znane wymiary 2 jaj z Mount Peel (Canterbury): 21,2 na 18 mm, 21,8 na 18 mm. W 2009 ukazały się wyniki badań nad biologią rozrodu wyklutych w niewoli i wprowadzonych na Maud Island 62 modrolotek małych. Wcześniejsze informacje o lęgach pochodziły z nielicznych obserwacji ptaków pozostałych jeszcze w ginącej populacji na Wyspie Południowej. Modrolotki przystępowały do rozrodu w wieku 7,2 ± 4,7 miesiąca. Były to zarówno wyklute jeszcze w niewoli osobniki, jak i te z pierwszego dziko żyjącego pokolenia, które pojawiło się już na Maud Island. Wykorzystywały dziuple w olbrzymkowatych Sphaeropteris medullaris, raz też w Dysoxylum spectabile z rodziny meliowatych i w dziurze w ziemi, a prócz tego w opuszczonych gniazdach łowczyków czczonych (Todiramphus sanctus). W zniesieniach znajdowało się po 5 jaj. W jednym gnieździe, w którym wysiadywanie trwało około 22 dni, trójka młodych stała się w pełni opierzona po 43 dniach życia. Ogółem wysiadywanie trwa 21–26 dni, a młode pozostają w gnieździe od 35 do 45 dni po wykluciu.

## Status i zagrożenia
IUCN uznaje modrolotkę małą za gatunek krytycznie zagrożony (CR, Critically Endangered) nieprzerwanie od 2005 roku (stan w 2021). Wcześniej w 2004 i 2000 otrzymała status gatunku zagrożonego wyginięciem (EN, Endangered), natomiast jeszcze wcześniej nie była uznawana przez IUCN za osobny gatunek i nie poddano jej ocenie (NR, Not Recognised). BirdLife International uznaje trend liczebności populacji za spadkowy. Możliwe, że liczebność w drugiej dekadzie XXI wieku ustabilizowała się.

### Stan i liczebność populacji
Ustalanie liczebności modrolotek małych jest szczególnie problematyczne ze względu na ich rzadkość oraz skryty tryb życia; są również stosunkowo ciche. Problemy powoduje też podobieństwo do modrolotek żółtoczapkowych z nimi współwystępujących. Współcześnie najliczniej modrolotki małe występują w okolicy Hurunui River South Branch. Skrajnie nieliczne są natomiast w dolinach Hawdon, Andrews i Poulter. W pierwszej dekadzie XXI wieku znacząco zwiększyła się populacja szczurów i gronostajów na Wyspie Południowej, co doprowadziło do drastycznego spadku liczebności modrolotek małych. Po inwazji szczurów w 2001 nastąpiła redukcja populacji na poziomie około 85%. Przed 2000 liczebność populacji szacunkowo wynosiła między 500 a 700 osobników, do 2004 zmalała do 100–200. Na początku 2013 przybliżona liczebność wynosiła od 290 do 690 osobników, z czego główne wyspy zamieszkiwało ich między 130 a 270, natomiast pomniejsze – 160–420. Następnie dalej malała i w 2016 na głównych wyspach mogło pozostać około 100 modrolotek małych, a na przybrzeżnych wyspach – blisko 250. Według stanu wiedzy na 2016 proporcja samców do samic jest nierówna, prawdopodobnie ze względu na częstsze wśród wysiadujących samic padanie łupem drapieżników. Poza sezonem lęgowym ich udział to 56–66%, a w sezonie lęgowym: 68–74%.
Na wyspy wypuszczono kolejno: Maud Island – 68 osobników, Blumine Island – 61 osobników, Chalky – 46 osobników, Mayor Island – 95 osobników.

### Zagrożenia
Największe zagrożenie dla modrolotek małych stanowią wprowadzone na Nową Zelandię drapieżniki, przede wszystkim szczury śniade (Rattus rattus) i gronostaje (Mustela erminea). Szczególnie negatywny wpływ na populację modrolotek wywierają pomiędzy latami, w których występowała szczególna obfitość orzechów bukanów. Jaja i pisklęta są narażone na zjedzenie przez oposy, a podloty są łatwym łupem dla kotów. Innym zagrożeniem jest niszczenie środowiska, zwłaszcza przez oposy i jeleniowate. Niepokój powoduje też wykrycie przypadków PBFD w dolinie rzeki Eglinton w Fiordland, daleko na południe w porównaniu do dotychczas znanego zasięgu wirusa. Być może modrolotki małe muszą konkurować o niektóre zasoby z wprowadzonymi na wyspy ptakami, na przykład ze szpakami zwyczajnymi (Sturnus vulgaris) o dziuple.

### Ochrona
Trzema najważniejszymi działaniami ochronnymi są:
- kontrola populacji szczurów, gronostajów i oposów w dolinach rzecznych, w których stwierdzono modrolotki małe;
- zabezpieczanie drzew z dziuplami gniazdowymi poprzez zakładanie na pnie metalowych obręczy, co uniemożliwia wspięcie się po nich drapieżnikom;
- hodowla prowadzona w ośrodku Isaac Conservation and Wildlife Trust w celu pozyskania osobników do reintrodukcji na wolnych od drapieżników wyspach.

Ponadto istotne są badania mające poszerzyć wiedzę o ekologii i rozrodzie modrolotek małych na wolności. Podejmowano też próby dokarmiania dziko żyjących ptaków; skuteczność takich działań jak dotąd była nieznana. Prowadzono testy na nosicielstwo wirusa PBFD. Sytuację modrolotek małych polepsza ich łatwość w dostosowaniu się do warunków na wyspach krótko po introdukcji, wykorzystywanie różnorodnych miejsc do gniazdowania przy braku bukanów oraz przystępowanie do rozrodu w młodym wieku.